# National Treasure: Book of Secrets
National Treasure: Book of Secrets (estrenada en vídeo domèstic cin National Treasure 2: Book of Secrets) és una pel·lícula d'acció i aventures estatunidenca del 2007 dirigida per Jon Turteltaub i produïda per Jerry Bruckheimer. És una seqüela de la pel·lícula de 2004 National Treasure i és la segona pel·lícula de la franquícia National Treasure. La pel·lícula és protagonitzada per Nicolas Cage, Diane Kruger, Justin Bartha, Jon Voight, Harvey Keitel, Ed Harris, Bruce Greenwood, i Helen Mirren.
La pel·lícula es va estrenar a Nova York el 13 de desembre de 2007, i va ser estrenada a Amèrica del Nord per Walt Disney Studios Motion Pictures el 21 de desembre de 2007. A causa de les similituds amb el seu predecessor, la pel·lícula va rebre crítiques diverses, però va ser un èxit de taquilla, amb una recaptació de més de 459 milions de dòlars arreu del món.

## Sinopsi
El 1865, després de la Guerra Civil americana, John Wilkes Booth i Michael O'Laughlen, dos Cavallers del Cercle Daurat es van acostar a Thomas Gates i el seu fill Charles Carroll. I li van demanar a Thomas, un expert en resoldre enigmes, que descodifiqués una xifra escrita en codi Playfair al diari de Booth. O'Laughlen es queda amb Thomas mentre Booth es dirigeix a assassinar al president Abraham Lincoln. Thomas descobreix el missatge del mapa i aquest parla sobre Cíbola, la llegendària ciutat d'or. Es produeix el caos als carrers per l'assassinat del president. Thomas s'adona que Booth i O'Laughlen continuen sent lleials al Sud, (enemics de Lincoln), arrenca les pàgines del diari, i les llança al foc de la seva xemeneia abans que O'Laughlen li dispari. O'Laughlen només aconsegueix salvar una part de la pàgina de la xemeneia abans d'escapar, mentre que les últimes paraules de Thomas a Charles són: "el deute que tot home ha de pagar".
La pel·lícula es trasllada llavors als nostres dies (140 anys després), on Benjamin Gates, el rebesnét de Thomas, torna a contar la història de Thomas en una conferència d'herois civils. Ell i els seus pare Patrick Gates són públicament qüestionats per Mitch Wilkinson, un comerciant del mercat negre que ha entrat en possessió de la pàgina del diari, que sembla vincular a Thomas amb Booth a l'assassinat de Lincoln. Ben decideix resoldre els mots encreuats de la pàgina per restaurar el llegat de la seva família.
A Sadusky, un agent especial del FBI li resulta sospitós que un venedor del mercat negre com Mitch del no-res decideixi presentar un artefacte de la Guerra Civil després de 140 anys. Mentrestant Riley Pool, (amic de Ben, qui sap molt de tecnologia) es troba en una biblioteca oferint una signatura de llibre escrit per ell sobre les conspiracions del govern a la qual ningú hi assisteix, i li confisquen el seu Ferrari, per la qual cosa decideix cancel·lar la signatura i se'n va a peu a casa seva, on es troba amb Ben.
Ben i Riley descobreixen la xifra en la pàgina del diari que diu Laboulaye Lady, la qual cosa apunta a una inscripció oculta en el model a escala de l'Estàtua de la Llibertat a la Île aux Cygnes a París, gràcies a les últimes paraules de Thomas. Els punts d'inscripció el porten a les dues taules de Resolute, un dels quals està les cambres de la Reina en el Palau de Buckingham, l'altre al Despatx Oval de la Casa Blanca. Ben no és conscient que Mitch està seguint els seus passos, utilitzant un clon de telèfon cel·lular del seu pare per interceptar missatges. A Londres, Ben descobreix que Patrick ha enviat a la seva ex-xicota Abigail Chase per ajudar-lo. Tots dos arriben a colar-se a les habitacions de la reina i descobreixen que l'escriptori Resolute, actua com una caixa de trencaclosques, revelant un compartiment ocult amb un tauló de fusta de fa segles d'antiguitat amb jeroglífics indesxifrables. Ben llavors se les arregla per fotografiar abans que Mitch i els seus homes decideixen robar-la-hi després d'una persecució amb cotxe a través de Londres. Patrick indica que la taula condueix a Cíbola, la ciutat d'or.
La història diu que el 1527 els exploradors espanyols van arribar al Nou Món a la recerca de Cíbola després del seu primer descobriment, però mai van poder trobar-la. Ben convenç Patrick per organitzar una reunió amb la Dra. Emily Appleton, qui resulta ser la mare de Ben i exesposa de Patrick. Emily és capaç de traduir part de la taula, però afirma que el missatge està incomplet. Abigail utilitza al seu actual xicot Conner, un membre del personal de la Casa Blanca, per permetre a Ben colar-se al Despatx Oval, però Ben troba el compartiment d'escriptori Resolute buit, excepte per un símbol (una àguila amb un pergamí) que representa la suposada idea que existeix el "Llibre dels secrets ".
Riley afirma que el llibre és real, basant-se en el llibre que va escriure, on també parla de les reivindicacions que conté la veritat darrere de moltes teories conspiratives, com els 18 minuts i mig que falten de les cintes del cas Watergate, l'Area 51, el programa Apol·lo i l'assassinat del president John F. Kennedy. No obstant això, tradicionalment l'única persona que coneix el parador del llibre dels secrets és l'actual President, ja que només és per als ulls dels Presidents.
Ben i el seu equip manipulen algunes coses per assegurar que la celebració de l'aniversari del president es dugui a terme en Mount Vernon, la qual cosa permet a Ben entrar i atreure al President sol a uns túnels en desús. Ben tanca els túnels i queda atrapat amb el President, perquè puguin parlar sobre el Llibre dels Secrets. Encara que el president adverteix a Ben que serà acusat de segrestar el President, simpatitza amb la causa de Ben i li proporciona la ubicació del llibre s la Biblioteca del Congrés. Ben, Abigail i Riley localitzen el llibre així com el FBI, Sadusky ordena envoltar l'edifici. Al llibre troben que el President Calvin Coolidge havia trobat l'altra meitat de la taula l'any 1924 i la va destruir, després de prendre una foto (que encara està en el llibre). També va ordenar a Gutzon Borglum tallar el pujol de Mount Rushmore per esborrar la marca indicada a la taula, amb la finalitat de protegir Cíbola. Quan Ben i el seu equip eludeixen l'FBI, Ben li envia una imatge de la taula a Patrick per a donar-la-hi a Emily per descodificar, sense saber que Mitch l'ha interceptat i està esperant Patrick. Emily es veu obligada a mentir a Patrick sobre el significat de la inscripció, però és capaç de donar-li un senyal no verbal d'aquesta falsedat.
Ben, Patrick, Abigail i Riley arriben a Mount Rushmore, preparats per a fer front a Mitch, però descobreixen que Mitch està usant Emily com a ostatge per assegurar-se que Ben segueix les pistes definitives sobre una vella carta enviada des de la Reina Victòria a general confederat Albert Pike. Ben és capaç de trobar l'entrada secreta, i el grup evita diversos paranys abans d'arribar al lloc subterrani de Cíbola, la ciutat d'or.
Mitch es disculpa amb Ben per danyar el seu cognom. A mesura que exploren, accidentalment causen que el riu s'alliberi i inundi la cova. L'única via de fuita és a través d'una porta de drenatge que ha de ser mantinguda oberta d'una banda per a permetre que la resta escapi i tancar-se després, atrapant el que controla la porta. Mitch inicialment obliga a Ben a sacrificar-se, però després d'una onada d'aigua, Mitch es troba a si mateix sostenint la porta oberta. Sol·licita que part d'aquest descobriment sigui en el seu nom. Ben i els altres escapen amb seguretat.
Ben i els seus amics es reuneixen amb Sadusky i són portats a una base militar pròxima. Ben és alliberat dels càrrecs per segrestar el President, qui afirma que Ben el va rescatar després del túnel es tancarà accidentalment. Thomas Gates és esborrat de la llista negra i se'l considera heroi de la Guerra Civil. Algun temps després, s'anuncia el descobriment de Cíbola, Ben i el seu equip li donen crèdit a Mitch pel seu descobriment. Patrick i Emily treballen feliços junts, amb la tasca d'analitzar Cíbola, una vegada que es buidi d'aigua. Ben i Abigail reviuen la seva relació trencada durant la celebració a Mount Rushmore. Algú per fi li demana un autògraf a Riley pel seu llibre. Riley arriba a casa i troba el seu Ferrari amb una nota de la Casa Blanca que diu "lliure d'impostos". No obstant això per l'emoció de tornar a usar-lo, l'estavella. L'únic misteri que queda és que el President va demanar a Ben que analitzés i desxifrés que hi ha en la pàgina 47 del llibre.

## Repartiment
- Nicolas Cage com a Benjamin Franklin "Ben" Gates, caçador de tresors, historiador i criptòleg
- Justin Bartha com a Riley Poole, expert en informàtica i autor, el millor amic de Ben
- Diane Kruger com a Dr. Abigail Chase, directora de conservació de documents als Arxius Nacionals, exnòvia de Ben
- Jon Voight com a Patrick Henry Gates, el pare de Ben que està divorciat de la seva dona Emily
- Helen Mirren com a Dr. Emily Appleton-Gates, professora d'estudis nadius americans, la mare de Ben que està divorciada del seu marit, Patrick
- Ed Harris com Mitchell "Mitch" Wilkinson, un comerciant del mercat negre
- Harvey Keitel com a agent especial de l'FBI Peter Sadusky
- Armando Riesco com a agent especial de l'FBI Hendricks
- Alicia Coppola com a agent especial de l'FBI Spellman
- Albert Hall com el Dr. Nichols
- Bruce Greenwood com a president dels Estats Units
- Ty Burrell com a Connor, comissari de la Casa Blanca, nou xicot d'Abigail.

Randy Travis fa un cameo interpretant-se a si mateix. Joel Gretsch i Billy Unger interpreten petits papers secundaris com els avantpassats de Gates, Thomas Gates i Charles Carroll Gates; Christian Camargo com a John Wilkes Booth; Brent Briscoe com a Michael O'Laughlen; i Zachary Gordon com un nen que s'enfronta a una acalorada discussió amb Gates sobre una conspiració de Lincoln. A França, Guillaume Gallienne i Scali Delpeyrat apareixen (sense acreditar) com els policies francesos.

## Producció

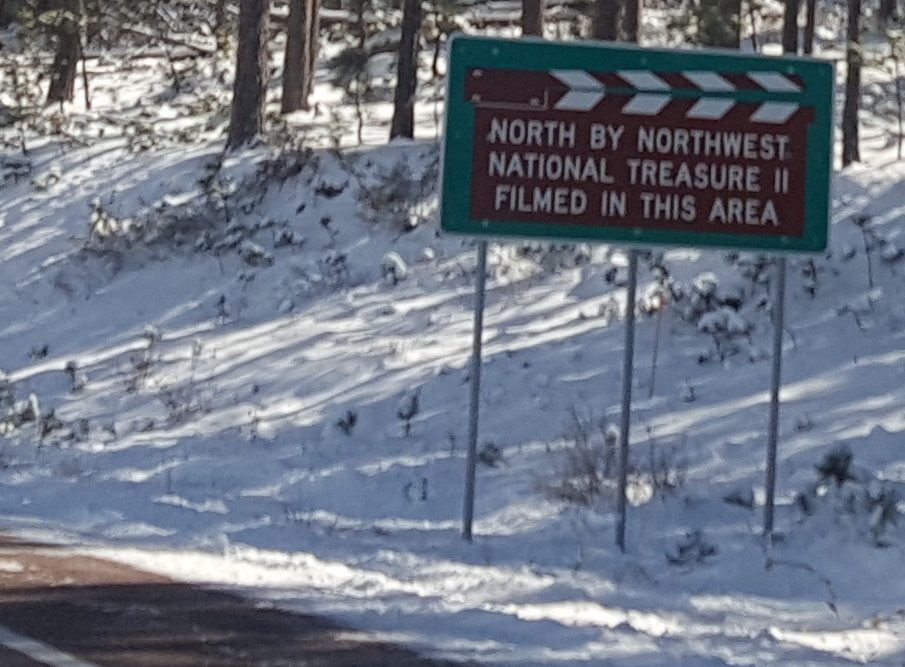
Un cartell a la carretera que s'acosta al mont Rushmore

En el comentari de la primera pel·lícula es va afirmar que no hi havia plans per a una seqüela, però a causa de la impressionant actuació de taquilla de la primera pel·lícula (guanyant 347,5 milions de dòlars a tot el món), es va donar el vistiplau a una seqüela el 2005.
Moltes escenes d'ubicacions històriques es van filmar al lloc, incloses les escenes de Mount Vernon i Mount Rushmore. Filming at Mount Rushmore took longer than initially scheduled, due to inclement weather and the decision to change the setting of additional scenes to the area around Mount Rushmore to take advantage of the Black Hills backdrop. El rodatge a Mount Rushmore va trigar més del que estava previst inicialment, a causa de les inclemències del temps i la decisió de canviar l'escenari d'escenes addicionals a la zona al voltant de Mount Rushmore per a aprofitar el teló de fons de les Black Hills. L'escena al començament de la pel·lícula en què Riley està signant còpies del seu llibre del Tresor dels Templers fins que el seu Ferrari és confiscat per l'IRS va tenir lloc a la llibreria Borders Group a peu de carrer de la Garfinckel's Department Store.

## Recepció

### Taquilla
National Treasure: Book of Secrets va recaptar 44,8 milions de dòlars en la seva primera setmana, ocupant-se al primer lloc de la taquilla. Va romandre en primer lloc a la taquilla durant dues setmanes més, recaptant 35,7 milions de dòlars i 20,1 milions de dòlars, respectivament, fins que va ser destronat per The Bucket List (19,4 milions de dòlars).
La pel·lícula va recaptar 220 milions de dòlars a Amèrica del Nord i 237,4 milions de dòlars a altres territoris amb un total brut de 457,4 milions de dòlars, enfront d'un pressupost de 130 milions de dòlars, que la converteix en la novena pel·lícula més taquillera de 2007, i la pel·lícula més taquillera a la sèrie. Van trigar 38 dies a superar la primera pel·lícula (347,5 milions de dòlars).

### Crítiques
A Rotten Tomatoes la pel·lícula té una puntuació d'aprovació del 36% basada en 130 crítiques, amb una puntuació mitjana de 4,80/10. El consens crític del lloc diu: "Un repartiment talentós es desaprofita a l'improbable National Treasure: Book of Secrets, que és estranyament similar a la primera pel·lícula". A Metacritic, la pel·lícula té una puntuació mitjana ponderada de 48 sobre 100, basada en 26 crítiques, que indica "crítiques mixtes o mitjanes". El públic enquestat per CinemaScore va donar a la pel·lícula una nota mitjana de "A−" en una escala d'A+ a F.
Roger Ebert va donar a la pel·lícula 2 de 4 estrelles.
El crític de cinema britànic Peter Bradshaw de The Guardian va qüestionar la implicació del suport britànic al bàndol Confederat a la Guerra Civil Americana.

### Premis
La pel·lícula va guanyar dues nominacions als Premis Razzie, incloent el Pitjor actor per Nicolas Cage (també per Ghost rider: El motorista fantasma i Next) i Pitjor actor secundari per Jon Voight (també per a Bratz: The Movie, September Dawn i Transformers), però va perdre tots dos categories davant Eddie Murphy per Norbit.

## Mitjans domèstics
National Treasure: Book of Secrets s va publicar en DVD, UMD i Blu-ray Disc el 20 de maig de 2008 (2 de juny de 2008 al Regne Unit). El cap de setmana inaugural, es van vendre 3.178.631 unitats de DVDs, la qual cosa va generar ingressos de 50.826.310 dòlars. A l'agost de 2009, s'han venut 5.873.640 unitats de DVD, generant ingressos de 93.132.076 dòlars. Això no inclou les vendes de discos Blu-ray ni el lloguer de DVD.
La pel·lícula ha estat retitulada National Treasure 2: Book of Secrets per a les tres estrenes. El lloc web oficial de la pel·lícula també s'ha modificat en conseqüència.
Una edició especial, anomenada "National Treasure Presidential Edition", conté National Treasure i National Treasure 2: Book of Secrets dins d'un llibre de cartes que és una rèplica del llibre secret dels presidents. de National Treasure 2: Book of Secrets.